# Хильдебранд II
Хильдебранд II (фр. Childebrand II, лат. Hildebrannus; ок. 760/770 — после 796) — сеньор Перреси и Божи с 770/786 года, наместник короля в Отёнуа в 796 году, вероятно сын Нибелунга I.

## Биография

### Происхождение
Происхождение Хильдебранда II в современных ему исторических источниках не упоминается. Однако на основании ономастических данных Кристиан Сеттипани сделал вывод о том, что Хильдебранд происходил из дома Нибелунгидов. По версии Сеттипани Хильдебранд II мог быть сыном Нибелунга I. Однако существуют некоторые сомнения в этой версии — дети Нибелунга I должны были родится в 730/745 годах, а Хильбдебранд II, судя по дате первого упоминания, родился позже.

### Правление
В документах Хильдебранд II упоминается в одном из актов, датированных 796 годом, как наместник короля в Отёнуа. В том же году он упомянут в картулярии из Перреси. 
Леон Левиллен также идентифицирует его с графом Хильдебрандом, который в 826 году упомянут в капитулярии Ингельхейма, однако с точки зрения хронологии это скорее был Хильдебранд III.

### Брак и дети
Никаких сведений о браке и детях Хильдебранда нет. Однако в начале IX века упоминаются несколько Нибелунгидов, которые могли быть братьями:
- Хильдебранд III (ум. 827/836), граф Отёна в 796—815[8]
- Теодеберт (ум. после 822), граф Мадри в 802—822[9]
- Нибелунг III (ум. после 818), граф в 818[10]

Точное их происхождение установить трудно. Однако на основании ономастических данных историки попытались его реконструировать. Имена детей Хильдебранда III говорят о родстве их с Гильемидами. При этом имя Теодеберта, графа Мадри, может говорить о том, что вероятнее из рода Гильемидов происходила его мать. На основании этого вероятнее всего Теодеберт и Хильдебранд III были родными братьями, а их мать происходила из рода Гильемидов.
Узнать, кто мог быть их отцом, сложнее. Существует акт короля Аквитании Пипина I, в котором Теодеберт назван сыном Нибелунга I. Однако верить этому сообщению нужно с осторожностью, поскольку есть подозрения, что этот акт — позднейшая подделка. Другой вопрос — кто мог быть матерью Хильдебранда III и Теодеберта. С точки зрения хронологии она могла быть сестрой Гильома Желонского. У него известны только 2 сестры — Абба и Берта, которые упомянуты как монахини в 804 году. Если кто-то из них был матерью Хильдебранда III и Теодеберта, то к тому времени они должны были овдоветь. Тогда её мужем вероятнее был Хильдебранд II, который после 796 года не упоминается и к 804 году мог умереть, в то время, как Нибелунг II, вероятный брат Хильдебранда II, упоминается в 805 году.

### В художественной литературе
Хильдебранд является одним из действующих лиц романа Марка Палье «Le poignard et le poison» (Кинжал и яд).